# 尾崎紀男
尾崎 紀男（おざき としお 1906年4月10日 - 没年不詳）は、日本の航空機技術者、自動車技術者、教育者。

## 経歴
1906年（明治39年）大阪府に生まれる。1933年（昭和8年）大阪帝国大学造船学科を卒業後、海軍嘱託技師となる。
二式複座水上偵察機を設計したエルンスト・ハインケルに学んだ尾崎は九九式艦上爆撃機を設計（詳細は愛知航空機の項を参照）。
終戦までに艦上攻撃機である流星、水上偵察機である瑞雲、水上攻撃機である晴嵐などの設計にも携わった。
第二次世界大戦後、日本は航空機の製造、開発が禁じられたため、愛知航空機は民需転換を行い愛知機械工業に業種変更。尾崎は会社にとどまり自動車製造に関わった。愛知機械工業の取締役を務めた後、静岡コニーの代表に就任。後に大同工業大学教授を務めた。